# Abel Córdoba
Abel Córdoba (Abelardo González, * 19. Juli 1941 in Buenos Aires) ist ein argentinischer Tangosänger.

## Karriere
González wuchs in San Francisco in der Provinz Córdoba auf. Als er 16 Jahre alt war, hörten ihn Oscar Larroca und Carlos Dante und ermutigten ihn, eine Laufbahn als Sänger einzuschlagen. Er debütierte mit dem Orquesta Juventud Triunfadora de Córdoba, gründete eine eigene Formation mit dem Bandoneonisten Norberto Pivatto und nahm Gesangsunterricht bei einem Sänger des Teatro Colón. Vergeblich versuchte er dann längere Zeit, als Musiker in Buenos Aires Fuß zu fassen.
Schließlich hörte ihn der Agent von Osvaldo Pugliese, der einen jungen Sänger für sein Orchester suchte. Er konnte sich gegen mehr als 300 Mitbewerber durchsetzen und wurde neben Jorge Maciel und Alfredo Belusi unter dem Namen Abel Córdoba Sänger des Orchesters. Diesem gehörten zu dieser Zeit Osvaldo Ruggiero, Julián Plaza, Emilio Balcarce, Arturo Penón, Víctor Lavallén, Alcides Rossi, Oscar Herrero, Julio Carrasco und Enrique Lannoo an. Die Zusammenarbeit mit Pugliese währte 31 Jahre bis zu dessen Tod 1995. Von 1968 bis 1981 und nochmals ab 1994 war er der einzige Sänger in dessen Orchester, in der Zeit dazwischen war Adrián Guida sein Gesangspartner. Gelegentlich traten Sängerinnen wie Inés Miguens, Gloria Díaz, María Graña und Nelly Vázquez mit ihm auf.
Mit Pugliese unternahm Córdoba zahlreiche internationale Tourneen u. a. durch Japan, Frankreich, Belgien, Finnland, Spanien, Portugal, die USA und fast alle Länder Lateinamerikas. Außerdem entstanden in dieser Zeit etwa 60 Aufnahmen. Nach dem Tod Puglieses trat Córdoba als Solist in den Niederlanden, Belgien, den USA, Peru und Ekuador auf. Mit dem Orquesta Color Tango unternahm er eine ausgedehnte Europatournee und nahm 1999 zwei Titel auf. Weitere Aufnahmen entstanden einige Jahre später mit Fernando Romano.

## Aufnahmen
- Enamorado estoy
- Canción de rango
- Manón
- Milonga para Gardel
- Por unos ojos negros
- Sueño querido
- Noches de luna
- Los mareados
- Uno
- Buenos Aires
- Nostalgias